# Moneda revolucionaria

Billete revolucionario del Gobierno Provisional de México, 1914.

La moneda revolucionaria hace referencia a todos los impresos con valor fiduciario reconocidos durante el periodo de la Revolución mexicana.

## La Revolución Mexicana y el sistema económico
En 1908, al iniciarse la vigencia del sistema de patrón de oro, la circulación de monedas se componía casi exclusivamente de monedas de un peso acuñadas en plata, monedas de oro en denominaciones de cinco y diez pesos y en un porcentaje mínimo, de denominaciones fraccionarias.
El General Porfirio Díaz, quién fue un liberal, se convirtió en dictador y ejerció un poder absoluto sobre el país. En marzo de 1908 Díaz concedió una entrevista a James Creelman, en la que declaró: 

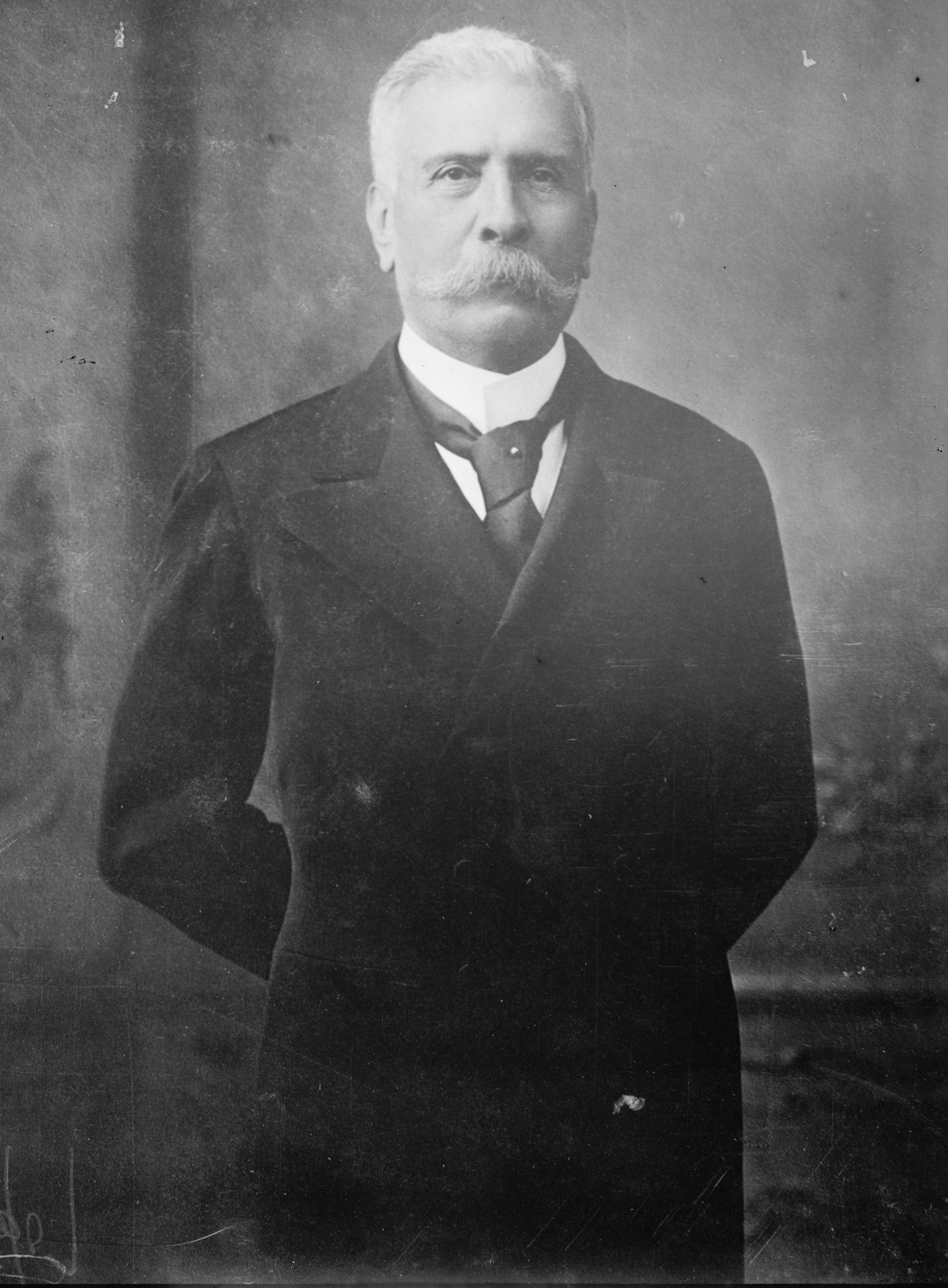
Porfirio Díaz

"Hemos conservado la forma de gobierno republicano y democrático; hemos defendido y mantenido intacta la teoría; pero hemos adoptado en la administración de los negocios nacionales una política parcial.... He esperado con paciencia el día en que la República de México esté preparada para escoger y cambiar sus gobernantes en cada período sin peligro de guerra, ni daño al crédito y progreso nacionales. Creo que ese día ha llegado...".
Las declaraciones del presidente Díaz incrementaron la inconformidad que existía en el país, lo que provocó que las ideas antirreeleccionistas se popularizaran en mayor grado. Después de las declaraciones de Porfirio Díaz, Francisco I. Madero publicó el libro La sucesión presidencial, obra que sirvió para promover una lucha activa desde los clubes antirreeleccionistas, muy populares en aquellos días. Las elecciones se llevaron a cabo y coincidieron con las fiestas del Centenario de la Independencia. Madero se vio obligado a huir a los Estados Unidos y desde San Antonio convocó a la lucha revolucionaria que estalló el 20 de noviembre de 1910. 
La primera etapa de la Revolución fue corta y gracias a ella, Francisco I. Madero ocupó la presidencia del país mientras que José María Pino Suárez fue vicepresidente. La poca experiencia política de Madero lo obligó a apoyarse en los restos del aparato porfirista, quien organizó un golpe de Estado que llevó a Victoriano Huerta a la presidencia de México. En ese periodo, Madero no cumplió con las reivindicaciones sociales esperadas y por ello, los caudillos decidieron apoyar a Venustiano Carranza en contra de Huerta, a quien consideraban un usurpador.

Billete utilizado en 1914

Al triunfar la Revolución y producirse la caída del régimen porfirista, las monedas de oro y plata fueron, de manera creciente, exportadas o atesoradas, en tanto que el billete se empleó con mayor amplitud en los pagos internos. Para el 30 de junio de 1911 la circulación de piezas metálicas había disminuido de 147.9 a 118 millones de pesos y los billetes aumentaron de 92.2 a 116.1 millones.
Con el golpe de Estado de Victoriano Huerta, la situación económica del país se agravó considerablemente, aumentaron las exportaciones de moneda acuñada en oro y plata, como consecuencia ocurrió una desmonetización por la fundición de estas piezas. Tras la derrota de Huerta se produjo el enfrentamiento entre las distintas facciones del movimiento revolucionario: villistas, zapatistas, obregonistas y convencionistas. Fue la etapa más larga del movimiento revolucionario y la economía del país se trastornó de manera profunda. Entre agosto y octubre de 1913 se redujo considerablemente la moneda circulante, debido a esta insuficiencia de recursos, el propio Huerta recurrió al sistema bancario para afrontar gastos de la guerra civil. Impuso empréstitos forzosos a los bancos de emisión, demeritando las emisiones metálicas y decretando en enero de 1914 al billete de banco como moneda legal de admisión obligatoria y de curso forzoso, prohibiendo a los bancos emisores reembolsar en efectivo su valor en moneda metálica. Con estas medidas, el 30 de abril de 1914, la circulación de los billetes aumentó a 221.9 millones de pesos.
En este periodo, el 7 de octubre de 1913, Venustiano Carranza expidió en Hermosillo, un comunicado, que prohibía la circulación de los billetes del Banco Nacional de México, los cuales, para entonces, representaban cerca del 50% de los billetes de banco circulantes; para agosto de 1914, después de la huida de Huerta, los billetes de banco habían desaparecido.

Vale por diez centavos, 1915

Los constitucionalistas triunfaron, Carranza fue asesinado y la lucha se prolongó hasta la subida a la presidencia de Álvaro Obregón, quien también fue asesinado. La silla presidencial quedó en manos de Plutarco Elías Calles, quien gobernó en un relativo clima de paz. En este periodo la inflación monetaria se agravó. Los bancos privados que habían funcionado desde el Segundo Imperio hasta el final del Porfiriato fueron obligados por Huerta a otorgar créditos, lo que tuvo como consecuencia la expansión de la emisión. Los capitalistas sacaron su dinero y los que no pudieron mover sus bienes monetarios los enterraron. A todo ello se sumó la emisión de billetes fiduciarios que realizaron las distintas facciones revolucionarias y que el constitucionalismo agrupó. El país experimentó el resurgimiento de las emisiones particulares acrecentadas con las que avalaron por cada uno de los líderes revolucionarios, gobiernos municipales, etcétera. México estaba inundado por piezas sin valor como los vales, los pedazos de cartón y las señales que el pueblo denominó bilimbiques . También fueron comunes los tlacos, nombre que se le daba a las pequeñas piezas de cobre.

La existencia de la pluralidad de bancos emisores se extinguió formalmente al disponerse en la Constitución de 1917, la emisión a favor de un solo banco, que según ese código, debía controlar el gobierno federal. Venustiano Carranza, declaró al respecto, el 15 de abril de 1917, lo siguiente: 
El Gobierno tiene la conciencia de haber hecho todo lo posible por sostener el papel infalsificable como moneda circulante, pero desgraciadamente hubo un gran número de factores y entre ellos muchos intencionales, que .... obligaron al Gobierno a volver al régimen de circulación metálica.

## Series de monedas y materiales

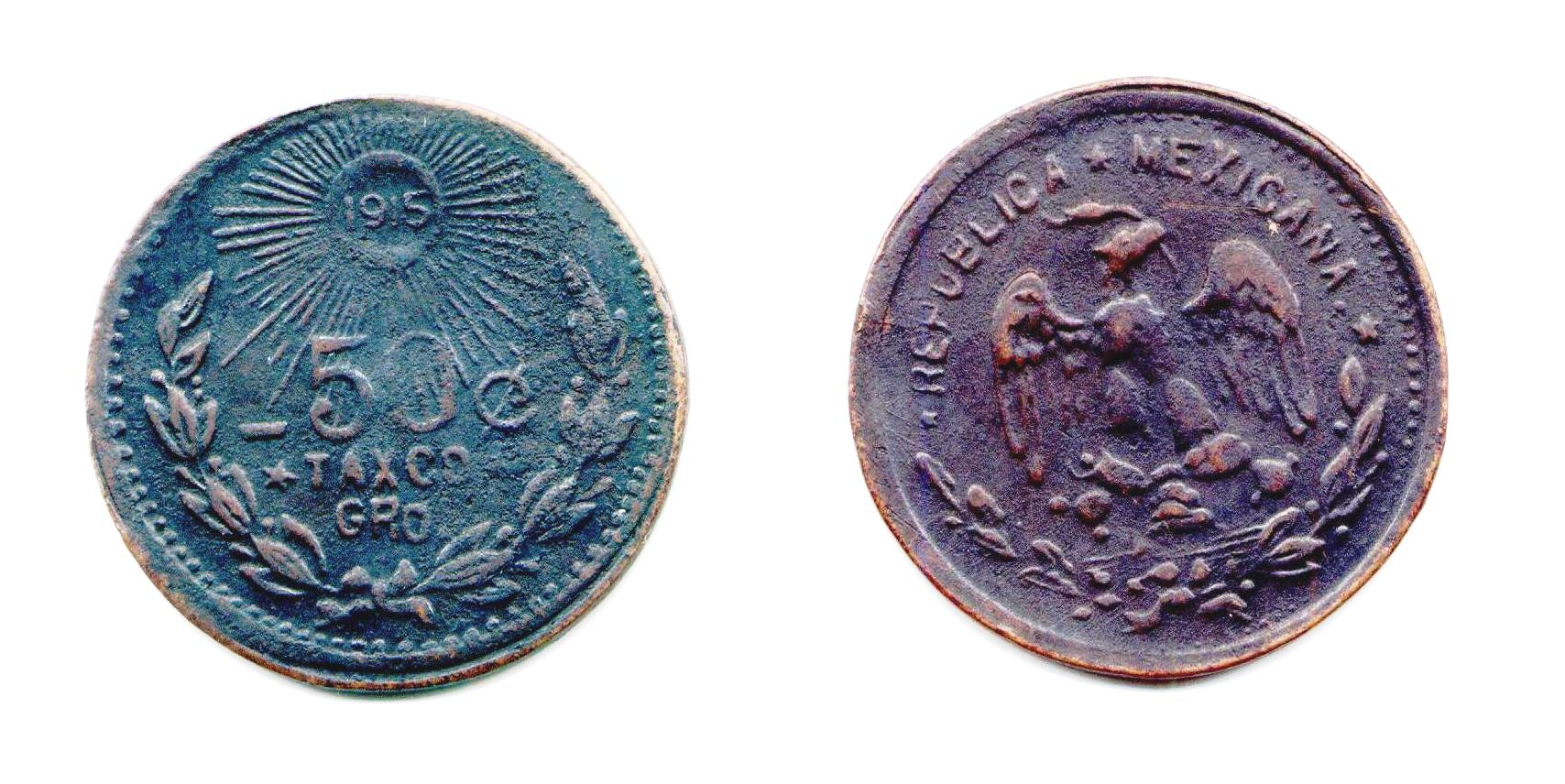
Anverso y reverso de una moneda de 50 centavos, 1915

La numismática mexicana se enriqueció con una gran cantidad de monedas que surgieron tras la lucha revolucionaria. La acuñación era rudimentaria: las piezas se fundían, troquelaban y batían en talleres improvisados y por personas no capacitadas. El resultado fueron monedas defectuosas y de baja calidad. Los diseños estuvieron conformados por símbolos republicanos y se aprecian los trazos hechos por manos de artesanos.

Billete de cinco pesos del Estado de Oaxaca

En el lapso comprendido entre el 1 de mayo de 1905 y el 30 de junio de 1909 se acuñaron monedas de oro de cinco y diez pesos, con valor de ochenta y tres millones, mientras que las monedas de un peso labradas en plata fue sólo de diez millones.
Quienes acuñaron un mayor número de monedas fueron los villistas, quienes dominaron el norte del país y los zapatistas, que dominaron los estados del centro y sur de México. Otra de las series de monedas importantes que corresponden a este periodo son las que procedieron del Estado Libre y Soberano de Oaxaca, emancipado de la federación en 1915.

El 14 de mayo de 1918 Venustiano Carranza expidió un decreto en los siguientes términos: 
Considerando que en algunas regiones del país, especialmente del Occidente y el Norte, existe escasez de moneda metálica nacional y esto obliga a los particulares a emplear en las transacciones moneda metálica extranjera con descuentos considerables, lo que origina serios perjuicios al público y al Fisco.... He tenido a bien decretar:
Art. 1°. Se declara moneda de curso legal con poder liberatorio ilimitado, además de las determinadas por la Ley monetaria del 25 de marzo de 1905 y demás disposiciones relativas a toda clase de moneda metálica de oro extranjera....
Art. 3°. La Secretaría de Hacienda determinará los tipos a los que deberá recibirse las monedas extranjeras, los cuales serán invariables mientras dure la obligación de recibirla y corresponderán a la equivalencia con el peso de oro mexicano definido por tres cuartos de gramo de oro puro.....
Los materiales para la elaboración de monedas fueron diversos: oro, plata, plomo, aluminio, cartón y barro. Esta característica las convierte en el grupo más diverso de la historia de la numismática mexicana y uno de los más codiciados por los coleccionistas. 
La primera emisión de monedas revolucionarias fue ordenada en Sinaloa por el general Rafael Buelna en el año de 1913. Las piezas fueron fundidas en moldes de arena, y casi no se distinguen las letras y los símbolos. Al ser ensayadas se descubrió que contienen gran cantidad de oro, lo que incrementó su valor intrínseco por encima del valor nominal. La gran mayoría fueron fundidas, razón por la cual son tan escasas. Las piezas que sobrevivieron fueron reselladas tiempo después por el general Juan Carrasco con las iniciales "GC" que probablemente significan Gobierno Constitucionalista.
Las monedas acuñadas por Villa son las que más atraen a los coleccionistas. Han sido objeto de estudio de muchos numismatas nacionales y extranjeros. El peso de bolita es una de las más famosas y se ha mencionado en la literatura y los corridos de la época. El peso con la leyenda «MUERA HUERTA», acuñada en Cuencamé, Durango, destaca por ser la única moneda que se relaciona con una demanda política, por su popular diseño y porque existía una demanda de muerte, dictada por Huerta a quien la portara; son muy valiosas pero abundan las falsificaciones. El problema de la falsificación es común en las monedas revolucionarias debido a su factura tosca. Otro de los grandes problemas a los que se enfrentan los estudiosos es la invención de piezas inexistentes. Por esta razón, los coleccionistas de monedas de este periodo deben rastrear cuidadosamente la historia de los ejemplares no catalogados o desconocidos.
Las emisiones de Zapata fueron abundantes al igual que las de Villa. Se emitieron en distintas zonas de Morelos y Guerrero. En 1915, Zapata acuñó en el entonces Distrito Federal, piezas de uno y dos centavos en la Casa de Moneda de México y también en varias localidades del Estado de México. Entre las piezas del Estado de México se conoce una rarísima moneda de barro con valor de un centavo, hecha en Texcoco. La colección numismática del Banco de México posee un ejemplar. 
Otros ejemplos sobresalientes son las monedas de plata tipo general que muestran la leyenda «REFORMA, LIBERTAD, JUSTICIA Y LEY». En su diseño se aprecian dos montañas y al centro un volcán humeante. En la parte superior aparece un sol "de carita humana", que ilumina el diseño. La moneda conocida como Suriana es también una rareza. Su nombre se incluye en el diseño de la pieza y la denominación es de dos pesos. Está fechada en el año de 1915. Se conocen muy pocos ejemplares de las mismas. 
Entre las monedas acuñadas en el Estado Libre y Soberano de Oaxaca destaca una extraña moneda con la inusitada denominación de sesenta pesos. Se troquelaron pocos ejemplares y por ello se ha convertido en un tesoro para los coleccionistas. La Casa de Moneda de Oaxaca acuñó monedas de mayor calidad que sus contemporáneas. Las monedas de oro y plata muestran el busto de Benito Juárez. Las más raras son las piezas de uno y dos centavos de cobre en forma rectangular. 
Durante la Revolución Mexicana, la Casa de Moneda de México continuó la acuñación de monedas, en ocasiones en defensa del constitucionalismo y otras bajo ideas convencionistas. Las acuñaciones ordenadas por gobiernos regionales complementaron la circulación monetaria en el país y suplieron la falta de numerario. Las monedas de factura defectuosa fueron populares en Jalisco, México y Michoacán.
La etapa revolucionaria y el gobierno de Venustiano Carranza coincidieron con la Primera Guerra Mundial, así que se suscitaron muchos problemas para la adquisición de metales para la Casa de Moneda. 

## Galería

Billete de 5 pesos del Gobierno Provisional de México
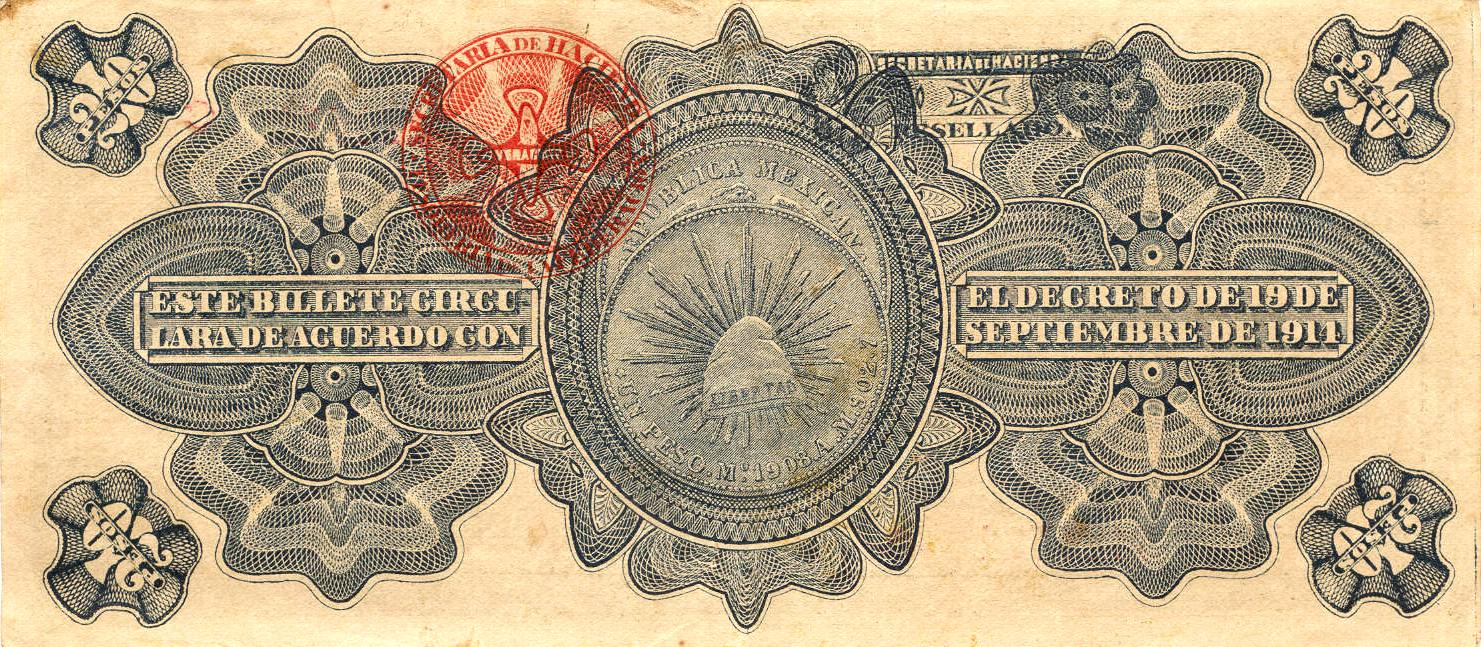
Reverso del billete de veinte pesos del Gobierno Provisional de México
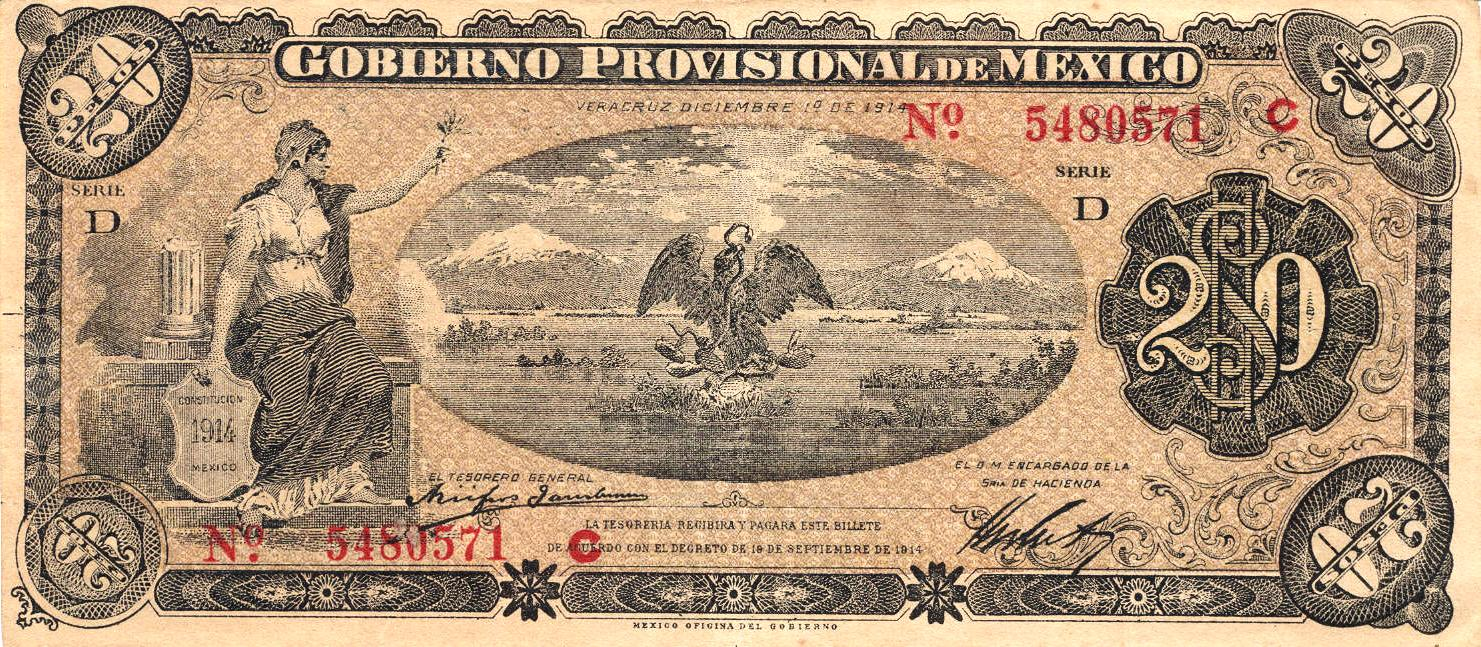
Anverso del billete de veinte pesos del Gobierno Provisional de México
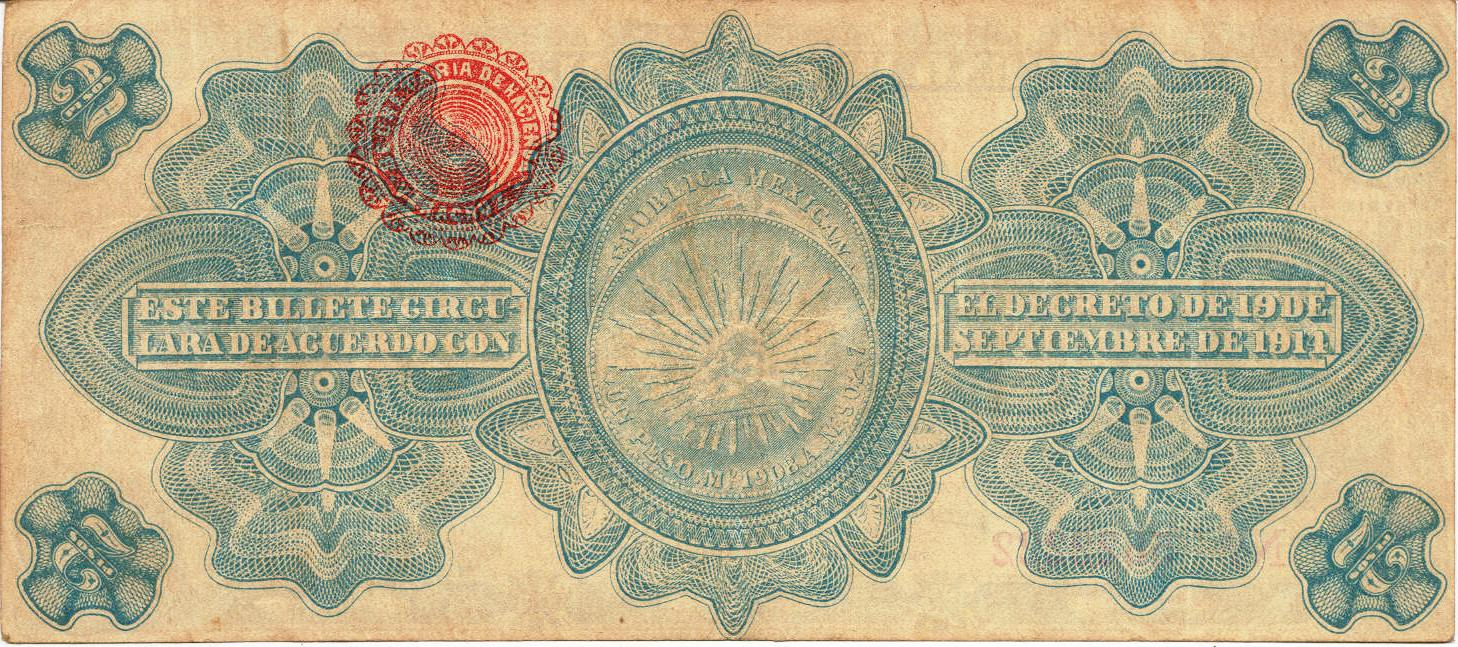
Reverso del billete de dos pesos del Gobierno Provisional de México
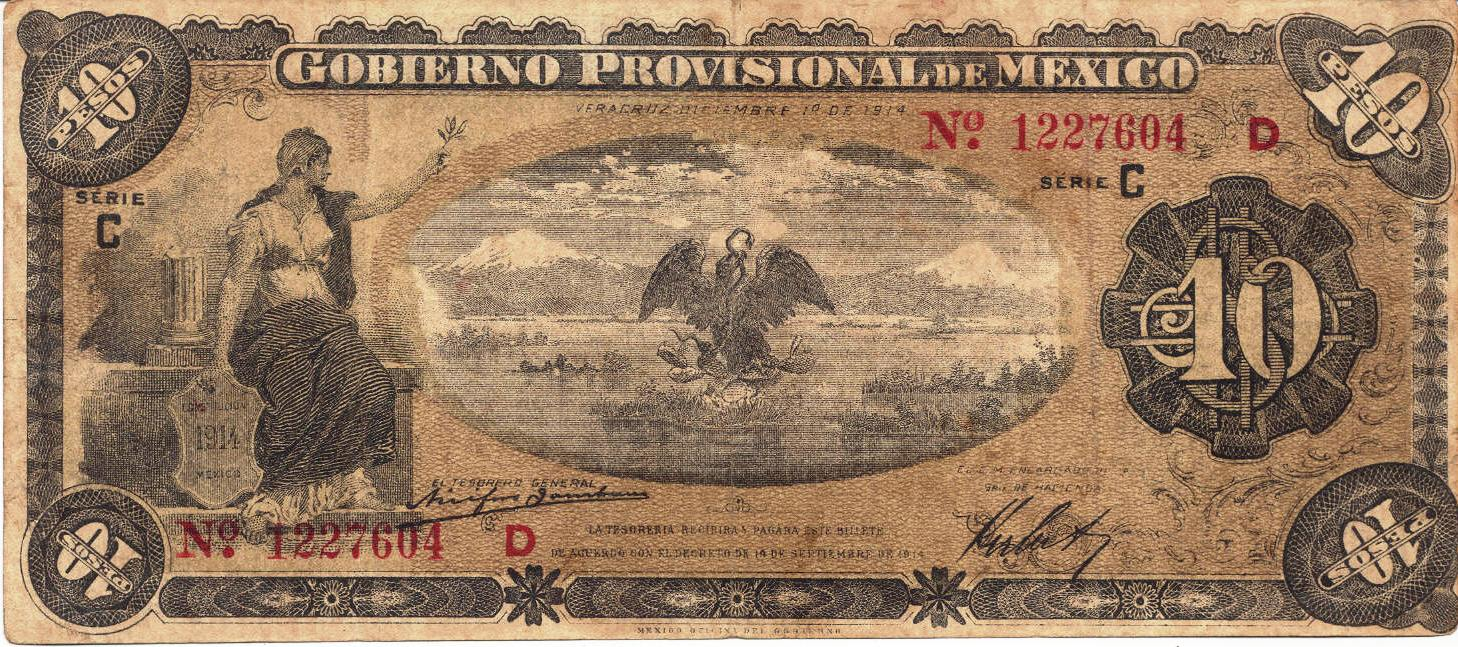
Anverso del billete de diez pesos del Gobierno Provisional de México
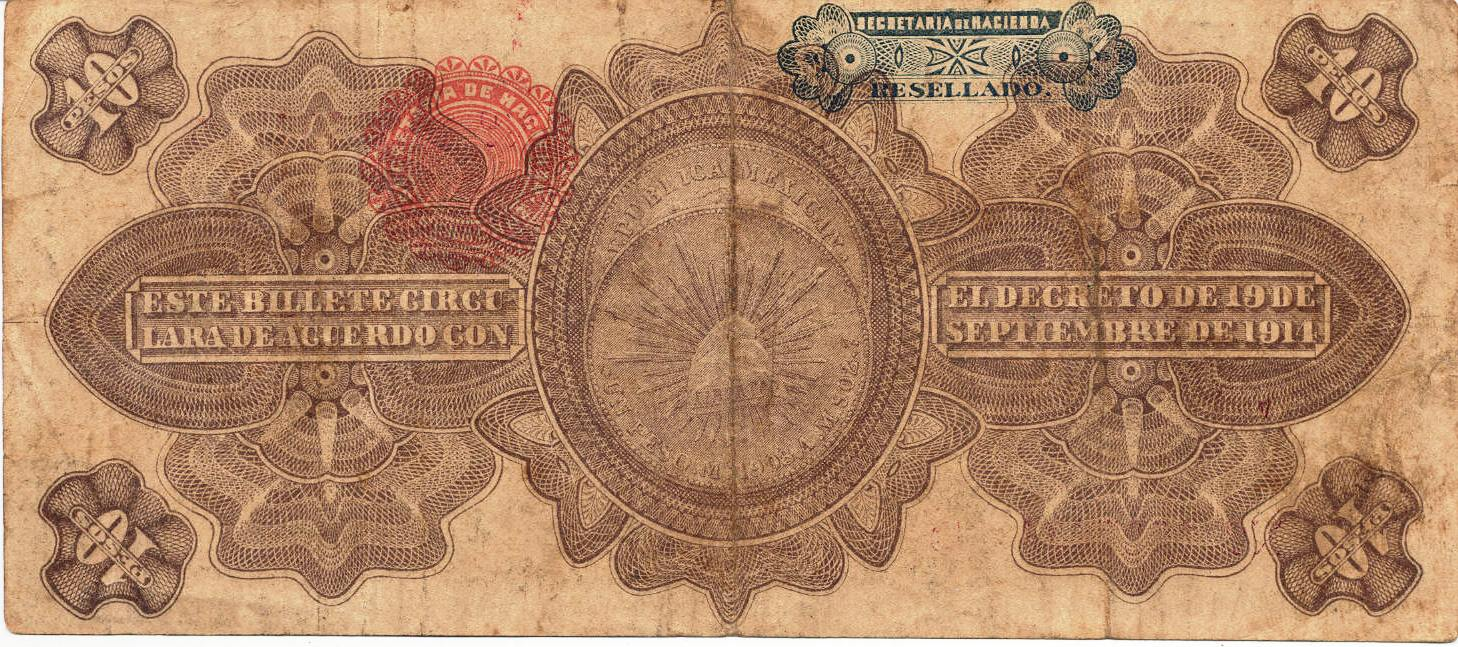
Reverso del billete de 10 pesos del Gobierno Provisional de México
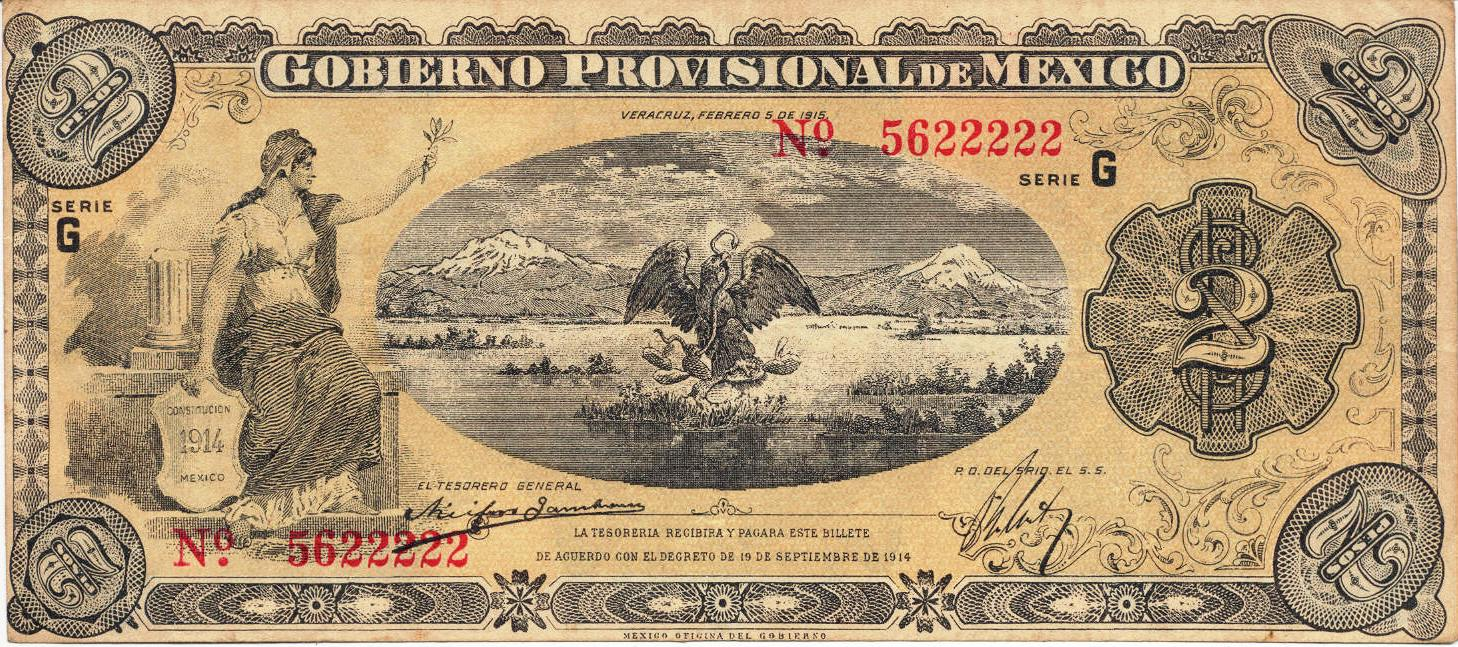
Anverso del billete de dos pesos del Gobierno Provisional de México
Gobierno Convencionista de México
Billete revolucionario del Estado de Sonora
Vale por 50 centavos del Ejército Constitucionalista
Vale por cinco pesos del Ejército Constitucionalista
Vale por cinco centavos. Gobierno constitucionalista del Estado Libre y Soberano de Veracruz
Billete de cinco pesos. Estado de Oaxaca
Vale por un peso
Billete del Ejército del Noroeste
Billete de cinco pesos. Estado de Durango
Billete de cinco pesos. Durango
Tesorería de la Federación, billete del Estado de Sonora
Vale por veinte centavos. Gobierno constitucionalista del Estado de Veracruz
Vale por diez centavos. Gobierno constitucionalista del Estado de Veracruz
Comisión Reguladora del Mercado de Henequén